# Hayyim Samuel Jacob Falk
Pour les articles homonymes, voir Falk.
Hayyim Samuel Jacob Falk (1708 ou 1710 - 17 avril 1782), connu aussi comme le Baal Shem de Londres, ou encore Doctor Falcon, était un cabaliste, magicien et alchimiste, né en Allemagne ou en Pologne, qui est venu s'installer à Londres en 1742, à Wellclose Square, car il était poursuivi pour sorcellerie dans son pays d'origine. Il s'était entouré d'une réputation de faiseur de miracles.
À l'inverse du Baal Shem Tov (le Maître de Bonne Renommée), Le Baal Shem de Londres a une réputation plutôt sulfureuse. On lui reproche en particulier d'avoir divulgué les secrets de la Kabbale à tout venant, en fait surtout à des nobles chrétiens, dont il semble avoir réussi à extorquer d'importantes sommes d'argent. 
Le portrait ci-contre du Baal Shem de Londres, attribué par erreur au célèbre artiste américain John Singleton Copley, a été plus tard considéré, là aussi, par erreur, comme un portrait du Baal Shem Tov, le fondateur du hassidisme, et à ce titre, il a été largement reproduit et diffusé dans la communauté hassidique. Il n'existe pas de portrait connu du Baal Shem Tov. Il est ironique de penser que des générations de hassidim ont ainsi vénéré le portrait d'un charlatan. Certains vont même jusqu'à évoquer une théorie du complot, prétendant que cette fausse image du Baal Shem Tov a été délibérément diffusée par les adeptes de Jacob Franck,.